# August I de Saxònia-Gotha-Altenburg

August I de Saxònia-Gotha-Altenburg

August I de Saxònia-Gotha-Altenburg (en alemany August von Sachsen-Gotha-Altenburg) va néixer a Gotha el 23 de novembre de 1772 i va morir a la mateixa ciutat el 27 de maig de 1822. Era el segon fill del duc Ernest II (1745-1804) i de Carlota de Saxònia-Meiningen (1751-1827)

## Biografia
Va ser príncep sobirà del ducat de Saxònia-Gotha-Altenburg entre 1804 i 1822, essent a més un important mecenes i intel·lectual que va freqüentar els cercles literaris de l'època.
El 1779, la mort del seu germà i primogènit, el príncep Frederic, el va convertir en l'hereu dels Estats del seu pare. A partir d'aleshores els seus mestres i preceptors van tenir una especial cura en la seva educació per tal de preparar-lo com a governant del Ducat, cosa que li pertocà en morir el seu pare el 1804.
El 1806, el Ducat va ser ocupat per les tropes de Napoleó i es va unir a la Confederació del Rin, de manera que no va poder governar de forma efectiva fins al 1813. Durant aquest temps, va cultivar la seva faceta d'il·lustrat viatjant per Europa, en lloc d'unir-se a l'exèrcit prussià tal com van fer la resta de prínceps alemanys.
August va mantenir correspondència amb Jean Paul, Madame de Staël i Bettina von Arnim, que el van impulsar a escriure poesia, el van transformar en un liberal i l'animaren a lluitar contra els conceptes tradicionals de la noblesa.
Sota la seva influència, va publicar el 1805 una novel·la poética, Kyllenion - un any a Arkadien, i es va convertir en un mecenes de poetes i escriptors de la Baixa Saxònia. Tenia una especial aversió a la caça i a l'equitació, activitats tradicionalment pròpies de la noblesa, i en canvi gaudia de la dansa i fins i tot li agradava vestir-se com una dama, per la qual cosa entre els seus amics el coneixien amb el nom d'Emília.

## Matrimoni i fills
El 21 d'octubre de 1797, es va cassar a Ludwiglust amb la duquessa Lluïsa Carlota de Mecklenburg-Schwerin (1779-1801), filla del Gran Duc Frederic Francesc I de Mecklenburg-Schwerin (1756-1837) i de la princesa Lluïsa de Saxònia-Gotha (1756-1808). D'aquest matrimoni en nasqué Lluïsa (1800 - 1831), casada amb el duc Ernest I de Saxònia-Coburg Gotha (1784-1834).
El 24 d'abril de 1802 es va tornar a casar a Kassel, amb la princesa Carolina de Hessen-Kassel, filla de Guillem I de Hessen-Kassel i de Carolina Guillemina de Dinamarca.